# 墨尔文学校
墨爾文學校（英語：Malvern College）建於1865年1月25日，位於英國伍斯特郡墨爾文鎮。墨爾文學校以前是一所傳統寄宿男校，在1992年與 Ellerslie 及 Hillstone女校合併後成為男女學校。中學部收錄13至18歲的日間學生及寄宿生，其附屬小學 The Downs Malvern 提供由2至13歲的幼稚園及小學課程。在2011年6月份墨爾文學校有660名學生，其中四分之三是寄宿生。墨爾文以特別注重數學及科學的教學方法和運動出名，曾培育出多名政要、商界領袖、文學作者、諾貝爾獎得主、奧運金牌選手、英國國家足球及板球隊的教練及主將等等。
在二次大戰時期，該校校舍在1942年被英國皇家空軍徵用作開發防衛英國本土雷達系統的實驗所，墨爾文學校被緊急遷至哈羅公學繼續辦學。
墨爾文學校在中國青島、成都、香港、埃及開羅及瑞士萊森設有分校。

## 教學
墨爾文學校是英國首批採用國際文憑 (International Baccalaureate) 為教學大綱的獨立學校。除了國際文憑大學預科課程以外，該校學生也會應考英國的中等教育普通證書 (GCSE) 及 GCE A-Level 等公開考試。由於學生能參加多種國內外認可的考試，大部分學生都能考上世界排名前百的大學。

## 近期發展
在2008年時，墨爾文學校推動了一個大型校舍發展計畫，計畫包括一個新建的運動大樓，草地運動設施，運動觀看台，以及兩個新的寄宿院舍。新的運動大樓和寄宿院舍在2009年時由The Duke of York開幕，當中女宿舍命名為Elllerslie House，以記念被合併的女校Ellerslie School，而男宿舍則取代了原本的 No.7 男宿舍。

## 海外分校
- 青島墨爾文學校 - 2012年9月開校
- 成都墨爾文學校 - 2015年9月開校
- 埃及墨爾文學校 - 2016年9月開校
- 香港墨爾文國際學校 - 2018年8月開校
- 瑞士墨爾文學校 - 2021年9月開校
- 东京墨尔文学校 -2023年9月开校

## 著名校友
諾貝爾獎得主:
- 弗朗西斯·阿斯頓 - 1922年諾貝爾化學獎
- 詹姆斯·米德 - 1977年諾貝爾經濟學獎
- 弗雷德里克·桑格 - The Downs Malvern 附屬小學校友，1958年及1980年兩度獲得諾貝爾化學獎，是第四位兩度獲得諾貝爾獎，以及唯一獲得兩次化學獎的人
- 艾倫·勞埃德·霍奇金 - The Downs Malvern 附屬小學校友，1963年諾貝爾生理學或醫學獎

商業家:
- 莫里斯·韋斯 (Maurice Wilks) - 創立英國全地形車和運動型多用途車越野路華及該公司主席
- 彼得·福爾摩斯爵士 (Sir Peter Holmes) - 荷蘭皇家蜆殼石油公司前董事長
- 麥洛琳勛爵 (Lord Maclaurin of Knebworth) - 前特易購行政總裁及沃達豐董事長，喜力啤酒國際董事，墨爾文學校校董會前主席

皇室成員、元首、政要及軍事家:
- 戈弗雷·馬丁·希金斯 (Godfrey Martin Higgins) - 墨爾文第一任子爵，前英屬自治領羅德西亞與尼亞薩蘭聯邦首相
- 韋瑟里爾男爵 (Lord Weatherill) - 前下議院議長 (英國)
- 汉诺威的恩斯特·奥古斯特 (1983年) - 汉诺威家族成员
- 約瑟夫·文策爾 (列支敦士登) - 列支敦斯登王子
- 約阿希姆王子 (比利時) - 比利時王子
- 丹尼斯·考里·米寧 (Denis Crowley-Miling) 前英國皇家空軍四星上將，二戰不列顛戰役王牌飛行員
- 唐納德·赫特民 (Donald Hardman) - 前英國皇家空軍及澳洲皇家空軍四星上將
- 佛里奧·伯格 (Varyl Begg) - 前英國皇家海軍元帥，前直布羅陀總督
- 約翰·摩格爵士 (John Mogg) - 前北大西洋公約組織欧洲盟军最高司令部副司令
- 詹姆斯·安格爾頓 - 前美國中央情報局反情報處處長

體育、文化、設計家:
- C·S·路易斯 - 兒童文學作品《納尼亞傳奇》作者
- 吉利斯·福登 - 小說《最後的蘇格蘭王》作者
- 阿諾·傑克遜准將 (Arnold Jackson) - 1912 年奧運會1500米賽跑金牌得主，一次大戰皇家陸軍准將，大律師
- R·E·科士打 - 英格蘭國家足球隊及英格蘭國家板球隊前隊長
- 若瑟·米亞斯 (Joe Mears) - 前英格蘭足球總會主席
- 白賴仁·米亞斯 (Brian Mears) - 前車路士足球會主席,若瑟·米亞斯之兒子
- 馮庭正 - 香港樂隊 RubberBand 結他手兼隊長
- 傅厚民 (Andre Fu) - 香港著名建築師及設計師